# Numero di Stokes
Il numero di Stokes (Stk) è un numero adimensionale utilizzato per caratterizzare il comportamento delle particelle sospese in un flusso di fluidi. Corrisponde al rapporto tra il tempo caratteristico di una particella (o gocciolina) e il tempo caratteristico di un flusso o di un ostacolo.
È così chiamato in onore del matematico e fisico irlandese George Gabriel Stokes (1809-1903).

## Definizione matematica
È definito come:
{\displaystyle \mathrm {Stk} ={\frac {\tau \,u_{\infty }}{d_{c}}}}
dove:
- {\displaystyle \tau } è il tempo di rilassamento della particella (il tempo costante nel decadimento esponenziale della velocità della particella dovuto al trascinamento);
- {\displaystyle u_{\infty }} è la velocità di flusso nel campo lontano dall'ostacolo;
- {\displaystyle d_{c}} è la dimensione caratteristica dell'ostacolo (tipicamente il suo diametro).

## Interpretazione fisica

Coefficiente di resistenza aerodinamica C_{d} per una sfera in funzione del numero di Reynolds Re, come ottenuto dagli esperimenti di laboratorio. La linea intera è per una sfera con una superficie levigata, mentre la linea tratteggiata è per il caso di una superficie scabra. I numeri lungo la linea indicano vari regimi di flusso e i cambiamenti associati nel coefficiente di resistenza aerodinamica:
2) flusso annesso (flusso di Stokes) e flusso separato stazionario;
3) flusso instazionario separato, che ha uno strato limite del flusso laminare a monte della separazione e produce una scia vorticosa;
4) flusso instazionario separato con un flusso limite laminare sul lato a monte, prima della separazione dei flussi, con la parte a valle della sfera una scia turbolenta caotica;
5) flusso separato post-critico, con uno strato limite turbolento.

Le particelle con un basso numero di Stokes seguono linee di flusso fluide (perfetta avvezione), mentre per un numero di Stokes alto domina l'inerzia della particella, così che questa continuerà lungo la sua traiettoria iniziale.
Nel caso del flusso di Stokes, che si ha quando il numero di Reynolds della particella (o gocciolina) è abbastanza basso perché il coefficiente di resistenza aerodinamica della particella sia inversamente proporzionale allo stesso numero di Reynolds, il tempo caratteristico della particella può essere definito come:
{\displaystyle \tau ={\frac {\rho _{d}d_{d}^{2}}{18\mu _{g}}}}
dove:
- {\displaystyle \rho _{d}} è la densità delle particelle;
- {\displaystyle d_{d}} è il diametro delle particelle;
- {\displaystyle \mu _{g}} è la viscosità dinamica del gas.

## Applicazioni
Nella fluidodinamica sperimentale, il numero di Stokes è una misura della fedeltà del tracciante di flusso negli esperimenti di velocimetria a immagine di particelle (particle image velocimetry, PIV) dove particelle piccolissime sono trascinate in flussi turbolenti e osservate otticamente per determinare la velocità e la direzione del movimento dei fluidi (noto anche come il campo di velocità del fluido). Per un'accuratezza accettabile del tracciamento, il tempo di risposta delle particelle dovrebbe essere più veloce della più piccola scala temporale del fluido. Numeri minori di Stokes rappresentano una migliore accuratezza del tracciamento; per {\displaystyle \mathrm {Stk} \gg 1}, le particelle si staccheranno da un flusso specialmente dove il flusso decelera bruscamente. Per {\displaystyle \mathrm {Stk} \ll 1}, le particelle seguiranno strettamente le linee di flusso del fluido. Se {\displaystyle \mathrm {Stk} \ll 0,1}, gli errori di accuratezza del tracciamento sono al di sotto dell'1%.

### Campionamento anisocinetico delle particelle
Ad esempio, la cattura selettiva delle particelle da parte di un ugello circolare allineato, con le pareti sottili, è espressa da Belyaev e Levin come:
{\displaystyle {\frac {c}{c_{0}}}=1+\left({\frac {u_{0}}{u}}-1\right)\left({\frac {1}{1+\mathrm {Stk} (2+0,617u/u_{0})}}-1\right)}
dove {\displaystyle c} è la concentrazione di particelle, {\displaystyle u} è la velocità, e il pedice {\displaystyle 0} indica le condizioni molto a monte dell'ugello. La distanza caratteristica è il diametro dell'ugello. Qui è calcolato il numero di Stokes:
{\displaystyle \mathrm {Stk} ={\frac {u_{0}V_{s}}{dg}}}
dove {\displaystyle V_{s}} è la velocità di caduta della particella, {\displaystyle d} è il diametro interno delle provette di campionamento, e {\displaystyle g} è l'accelerazione di gravità.